# خوان مورا كاتلت
خوان مورا كاتلت (بالإسبانية: Juan Mora Cattlet)‏ هو كاتب سيناريو ومخرج مكسيكي، ولد في 31 مارس 1949 في مدينة مكسيكو في المكسيك.

## وصلات خارجية
- خوان مورا كاتلت على موقع IMDb (الإنجليزية)
- خوان مورا كاتلت على موقع ألو سيني (الفرنسية)
- خوان مورا كاتلت على موقع قاعدة بيانات الفيلم (الإنجليزية)
- خوان مورا كاتلت على موقع كينوبويسك (الروسية)
- خوان مورا كاتلت على موقع كينوبويسك (الروسية)